# Île de Pentecôte
L’île de Pentecôte (aussi appelée Raga) est l’une des 83 îles de l’archipel du Vanuatu, dans la province de Pénama. Elle se situe à 190 km au nord de la capitale, Port-Vila. En 2009, elle était peuplée de 16 843 habitants.
Le premier Européen à avoir découvert l’île fut l’explorateur français Louis Antoine de Bougainville, le 22 mai 1768.

## Géographie
L’île de Pentecôte se trouve dans le nord-est de l’archipel du Vanuatu, entre les îles Maewo (à 7 km au nord) et Ambrym (à 12 km au sud).
L’île s’étire du nord au sud sur 60 km pour une superficie de 490,5 km2. La chaîne de montagnes, dominée par le pic Vulmat (1 078 m), délimite la côte est humide et pluvieuse de la côte ouest plus tempérée.

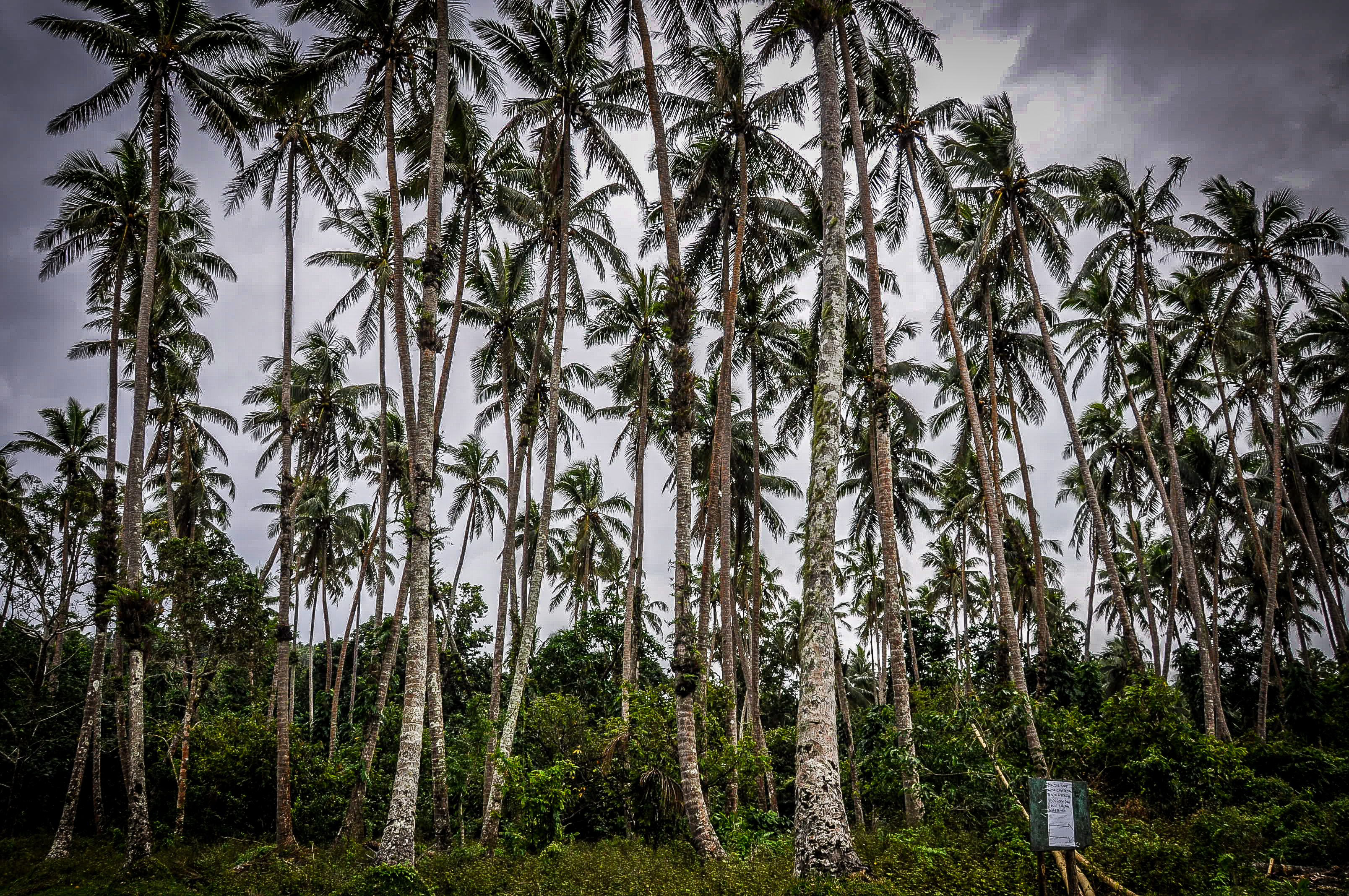
Palmiers sur l'île de Pentecôte, Vanuatu

## Histoire
La partie nord de l'île est le berceau d'un mouvement nommé Turaga nation prônant un autre mode de développement, avec Tangbunia Bank...

## Culture
Les habitants de l’île de Pentecôte parlent en tout cinq langues vernaculaires : hano, apma, sowa, seke, et sa.
L' Anglais et le Bichlamar sont les deux grandes langues véhiculaires. 
Le sud de Pentecôte est le lieu où se déroule le saut du Gol, parfois considéré comme l’origine du saut à l'élastique.
Diverses danses sont réputées, comme la masculine Taltabwan (après la cérémonie de circoncision), et la féminine Sowahavin.
Dans le nord de l'île, la transmission des terres s'effectuait traditionnellement sur le mode matrilinéaire, avec une gestion de facto par les oncles maternels, avant que le système coutumier ne soit progressivement perturbé par les pratiques issues du christianisme.   

## Citation littéraire
L'île est l'objet du livre de J.M.G. Le Clézio Raga. Approche du continent invisible.